# Bad Reichenhall
Bad Reichenhall är en stad och ett administrativt centrum i distriktet Berchtesgadener Land i Oberbayern, som ligger i delstaten Bayern i Tyskland. Bad Reichenhall är känd som kurort och ligger vid den österrikiska gränsen, nära Salzburg. Folkmängden uppgår till cirka 19 000 invånare.

## Geografi

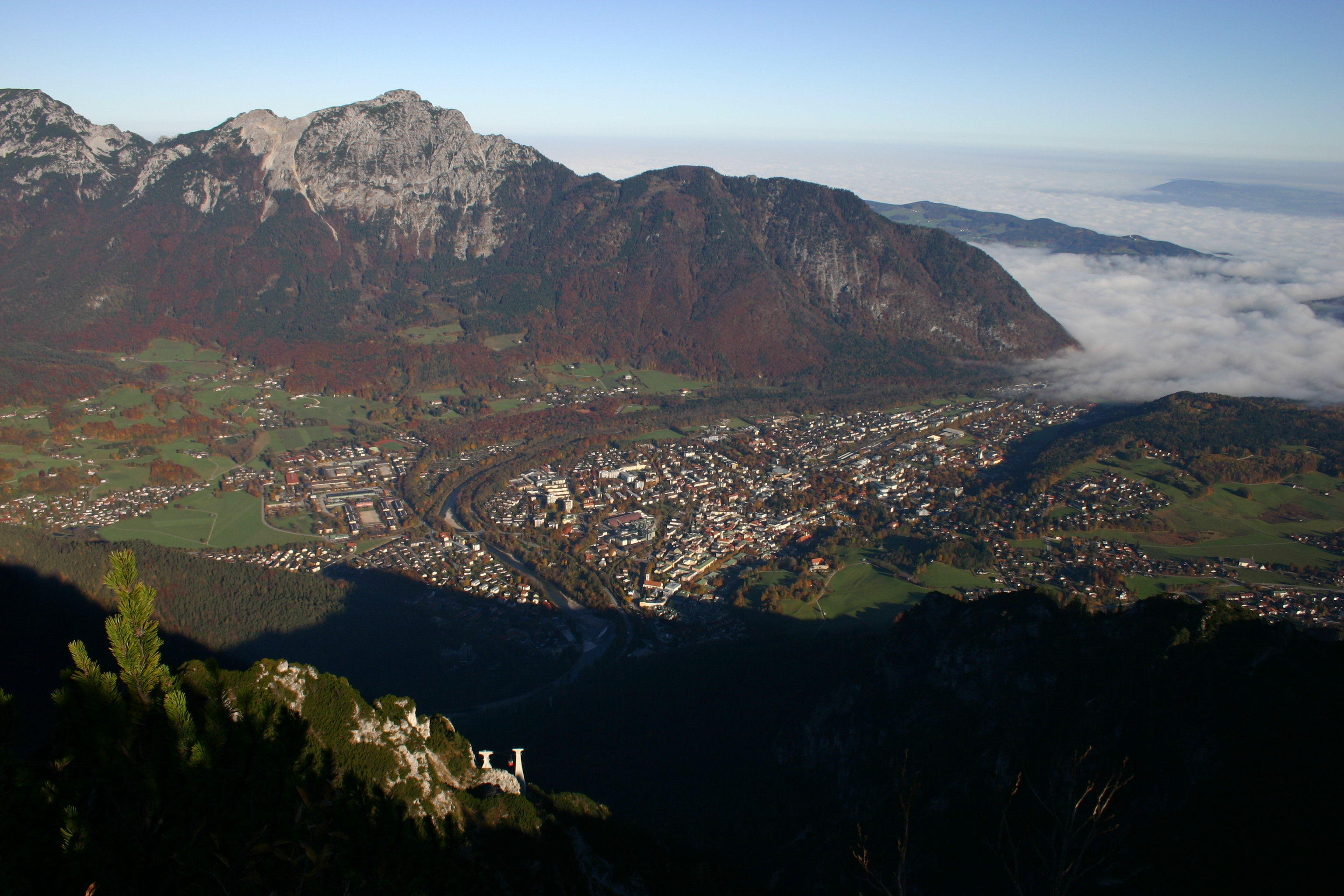
Vy över Bad Reichenhall från en närliggande bergstopp.

Staden omges av Chiemgaueralperna (inklusive bergen Staufen (1 771 m ö.h.) och Zwiesel (1 781 m ö.h.)). Bad Reichenhall i sig ligger på 450 m ö.h. Floden Saalach rinner genom staden.
Den närmaste flygplatsen är Salzburgs flygplats i Österrike, 11 km från stadscentrum.

## Historia
De tidigaste invånarna i Bad Reichenhall kom dit på bronsåldern. Klockbägarkultur rådde bland de första stammarna. 450 f.Kr. började man utnyttja byns fördelar för saltprodukter, och saltproduktionen satte fart. Från år 15 f.Kr. till 480 e.Kr. tillhörde Bad Reichenhall den romerska provinsen Noricum.
1617-1619 byggdes en pipeline i trä för export av saltlag till Traunstein. Rörledningen blev hela 31 km lång med en höjdskillnad av 200 m.
Den 2. januari 2006 omkommer 15 människor då snömassor får taket på en ishall i Bad Reichenhall i Bayern att störta in.

## Industri
I Bad Reichenhall produceras salt, och staden är ett traditionellt centrum för saltproduktion. Saltet erhålls genom indunstning av vatten mättat med salt från saltlag.

## Kända personer ifrån Bad Reichenhall
- Andreas Hinterstoisser, bergsklättrare
- Anni Friesinger, skridskoåkare
- Günther Rall, krigshjälte i Tyskland
- Hans Söllner, sångare och låtskrivare
- Michael Neumayer, backhoppare